# James Keane

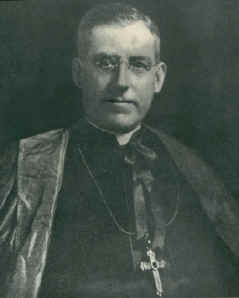
James John Keane, Bischof von Cheyenne and Erzbischof von Dubuque

James John Keane (* 26. August 1856 in Joliet, Illinois; † 2. August 1929 in Dubuque, Iowa) war ein US-amerikanischer römisch-katholischer Geistlicher. Er war Bischof von Cheyenne (1902–1911) und Erzbischof von Dubuque (1911–1929).

## Leben
Keane empfing am 23. Dezember 1882 die Priesterweihe für das Erzbistum Saint Paul (Minnesota).
Am 4. August 1902 wurde er von Papst Leo XII. zum Bischof von Cheyenne ernannt. Die Bischofsweihe spendete ihm der Erzbischof von Saint Paul, John Ireland, am 28. Oktober desselben Jahres. Mitkonsekratoren waren Joseph Bernard Cotter, Bischof von Winona, und James McGolrick, Bischof von Duluth.
Am 11. August 1911 wurde Keane von Papst Pius X. zum Erzbischof von Dubuque ernannt. Er hatte das Amt bis zu seinem Tod am 2. August 1929 inne.